# Molly Seidel
Molly Seidel (født 12. juli 1994) er en langdistanceløber fra USA .
Hun tog bronze for USA i maraton ved sommer-OL 2020 i Tokyo.